# علاقات ميانمار الخارجية
شهدت العلاقات الخارجية لميانمار المتوترة تاريخيًا، ولا سيما مع الدول الغربية، تحسنًا منذ عام 2012. وتوترت العلاقات مرة أخرى في عام 2017 مع أزمة الروهينجا. حافظت ميانمار (المعروفة أيضًا باسم بورما) بشكل عام على علاقات أكثر دفئًا مع الدول القريبة وهي عضو في رابطة دول جنوب شرق آسيا.

## أوروبا وأمريكا
فرضت الولايات المتحدة عقوبات واسعة على ميانمار بسبب الحملة العسكرية في عام 1988 ورفض النظام العسكري احترام نتائج انتخابات مجلس الشعب لعام 1990. وبالمثل، فرض الاتحاد الأوروبي حظرًا على ميانمار، بما في ذلك حظر الأسلحة، ووقف الأفضليات التجارية، وتعليق جميع المساعدات باستثناء المساعدات الإنسانية.
أدت العقوبات الأمريكية والأوروبية ضد الحكومة العسكرية، إلى جانب المقاطعات وأنواع أخرى من الضغط المباشر على الشركات من قبل المؤيدين الغربيين للحركة الديمقراطية البورمية، إلى انسحاب معظم الشركات الأمريكية والعديد من الشركات الأوروبية من ميانمار. ومع ذلك، لا تزال العديد من الشركات الغربية قائمة بسبب ثغرات في العقوبات. ظلت الشركات الآسيوية بشكل عام على استعداد لمواصلة الاستثمار في ميانمار وبدء استثمارات جديدة، لا سيما في استخراج الموارد الطبيعية.
شركة النفط الفرنسية توتال إس إيه قادرة على تشغيل خط أنابيب الغاز الطبيعي يادانا من ميانمار إلى تايلاند على الرغم من عقوبات الاتحاد الأوروبي على ميانمار. تخضع توتال حاليًا لدعوى قضائية في المحاكم الفرنسية والبلجيكية للتغاضي عن العبودية المدنية البورمية واستخدامها لبناء خط الأنابيب المحدد. يقول الخبراء إن انتهاكات حقوق الإنسان على طول خط أنابيب الغاز هي مسؤولية مباشرة لشركة توتال وشريكتها الأمريكية شيفرون بمساعدة وتنفيذ من تاتماداو. قبل استحواذ شركة شيفرون عليها من قبل شركة يونوكال، سوّت دعوى قضائية مماثلة تتعلق بحقوق الإنسان مقابل مبلغ بعدة ملايين من الدولارات. ما يزال هناك نقاش نشط حول مدى تأثير العقوبات التي تقودها الولايات المتحدة على السكان المدنيين أو الحكام العسكريين.

### أرمينيا
أقام كلا البلدين علاقات دبلوماسية في 31 يناير 2013.

### بيلاروس
أقامت بيلاروس وميانمار العلاقات الدبلوماسية في 22 سبتمبر 1999. في ديسمبر 2011، أجرى رئيس وزراء بيلاروسيا ميخائيل مياسنيكوفيتش زيارةً رسمية إلى ميانمار.
في عام 2021، كانت بيلاروسيا الدولة الوحيدة التي صوتت ضد قرار الجمعية العامة للأمم المتحدة الذي يدعو جيش ميانمار إلى وقف العنف وإطلاق سراح المحتجين المعتقلين واستعادة الديمقراطية. كان من المفترض أن الدعم البيلاروسي للمجلس العسكري في ميانمار كان سببه تاريخ طويل من تجارة الأسلحة مع جيش ميانمار.

### الدنمارك
ميانمار ممثلة في الدنمارك من خلال سفارتها في المملكة المتحدة، والدنمارك ممثلة في ميانمار من خلال سفارتها في تايلاند. تأسست العلاقات الدبلوماسية في عام 1955. العلاقات بين البلدين ودية، ولكن من الناحية الاقتصادية، الدنمارك لديها أسوأ مستوى تجارة مع ميانمار في الاتحاد الأوروبي. كما تدعم الدنمارك محطة الإذاعة الموجودة في النرويج، صوت بورما الديمقراطي.

#### مساعدة ميانمار
تعتبر المساعدة الإنمائية لميانمار أولوية قصوى لعمل الوكالة الدنماركية للتنمية الدولية في جنوب شرق آسيا. قُدم 93 مليون كرون دنماركي لمشاريع التعليم والرعاية الصحية.
ركزت المساعدة الإنمائية الدنماركية على تعزيز الديمقراطية وحقوق الإنسان. كانت الدنمارك من أوائل الدول التي استجابت لإعصار نرجس من خلال تقديم المساعدة الإنسانية لميانمار. تأسس صندوق الأمراض الثلاثة في عام 2006، وانضمت الدنمارك إليه في عام 2009. صندوق الأمراض الثلاثة يساعد ميانمار في مكافحة فيروس نقص المناعة البشرية والإيدز، وقد ساعد بمبلغ 73 مليون دولار.

#### حادثة القنصل البورمي
في عام 1996، حكم على القنصل الدنماركي في ميانمار، جيمس ليندر نيكولز، بالسجن ثلاث سنوات. وصدرت العقوبة لحيازة جهازي فاكس ولوحة مفاتيح هاتفية بشكل غير قانوني. بعد شهرين، توفي في السجن. على الرغم من إصرار الدنمارك، رفضت السلطات البورمية السماح بتشريح الجثة بشكل مستقل. بعد فترة وجيزة، دعا الاتحاد الأوروبي وكندا إلى اجتماع للأمم المتحدة بشأن عملية التحول الديمقراطي.

#### يوم العمل
في 3 نوفمبر 2010، شارك طلاب من 140 صالة ألعاب رياضية مختلفة في الدنمارك وكنسية دان للمساعدة في يوم العمل السنوي. الأموال التي يكسبها الطلاب تذهب لتحسين تعليم الشباب في ميانمار.

### المجر
في يونيو 2019، زارت أون سان سو تشي المجر والتقت برئيس الوزراء فيكتور أوربان. وجاء في بيان صدر عقب اجتماعهما أن الزعيمين شددا على أن واحدة من أكبر التحديات في الوقت الحاضر لكلا البلدين ومناطقهما - جنوب شرق آسيا وأوروبا - هي الهجرة. وقالت أيضًا أشاروا إلى أن كلا المنطقتين شهدتا ظهور قضية التعايش مع تزايد عدد السكان المسلمين باستمرار.

### إيرلندا
أقامت حكومة أيرلندا علاقات دبلوماسية مع ميانمار على أساس غير مقيم في 10 فبراير 2004. وما تزال الحكومة الأيرلندية قلقة بشأن الاحتجاز التعسفي لزعيم المعارضة أون سان سو تشي. تُعد جمعية بورما للعمل في إيرلندا جماعة مؤيدة للديمقراطية تعمل بحرية في جمهورية أيرلندا.
دعمت أيرلندا لجنة تحقيق تابعة للأمم المتحدة ومراقبة دولية لميانمار بعد عام 2008، كجزء من جهودهم لدعم الديمقراطية وحركات حقوق الإنسان في ميانمار. أصبح هذا معلومًا للجمهور بعد تسريب الأوراق الرسمية في سبتمبر 2010.

### فرنسا
تعود العلاقات الفرنسية البورمية إلى أوائل القرن الثامن عشر، إذ حاولت شركة الهند الشرقية الفرنسية بسط نفوذها في جنوب شرق آسيا. بدأ التدخل الفرنسي في عام 1729 عندما قامت ببناء حوض لبناء السفن في مدينة سيريام. ومع ذلك، أجبرت ثورة مون 1740 ضد الحكم البورمي الفرنسيين على المغادرة في عام 1742. وكانوا قادرين على العودة إلى سيام في 1751 عندما طلب مون المساعدة الفرنسية ضد البورميين. أرسِل المبعوث الفرنسي، سيور دي برونو لتقييم الوضع والمساعدة في الدفاع ضد البورميين. أرسِلت السفن الحربية الفرنسية لدعم تمرد مون، ولكن عبثًا. في عام 1756، هزم البورميون تحت حكم ألوانغبايا منطقة مون. ألقي القبض على العديد من الفرنسيين ودمجهم في الجيش البورمي كنخبة سلاح المدفعية، تحت قيادة شوفالييه ميلارد. في عام 1769، استؤنفت الاتصالات الرسمية عندما وُقعت معاهدة تجارية بين الملك هسينبيوشين وشركة الهند الشرقية الفرنسية.
بعد فترة وجيزة، اهتزت فرنسا بالثورة الفرنسية والحروب النابليونية، ما سمح بنفوذ بريطاني ساحق في بورما. أصبحت الاتصالات الفرنسية مع ميانمار، وهي مستعمرة بريطانية فعليًا، شبه معدومة. بدلًا من ذلك، منذ النصف الثاني من القرن التاسع عشر، ركزت فرنسا على إنشاء الهند الصينية الفرنسية والصراعات مع الصين التي أدت إلى الحرب الصينية الفرنسية. بعد نهاية الحرب العالمية الثانية، أقيمت علاقات دبلوماسية على مستوى السفراء بين فرنسا وبورما في عام 1948، بعد وقت قصير من أن أصبحت الأمة البورمية جمهورية مستقلة في 4 يناير 1948، باسم اتحاد بورما، إذ أصبح ساو شوي ثايك كأول رئيس لها و يو نو كأول رئيس للوزراء.